# 퍄티나

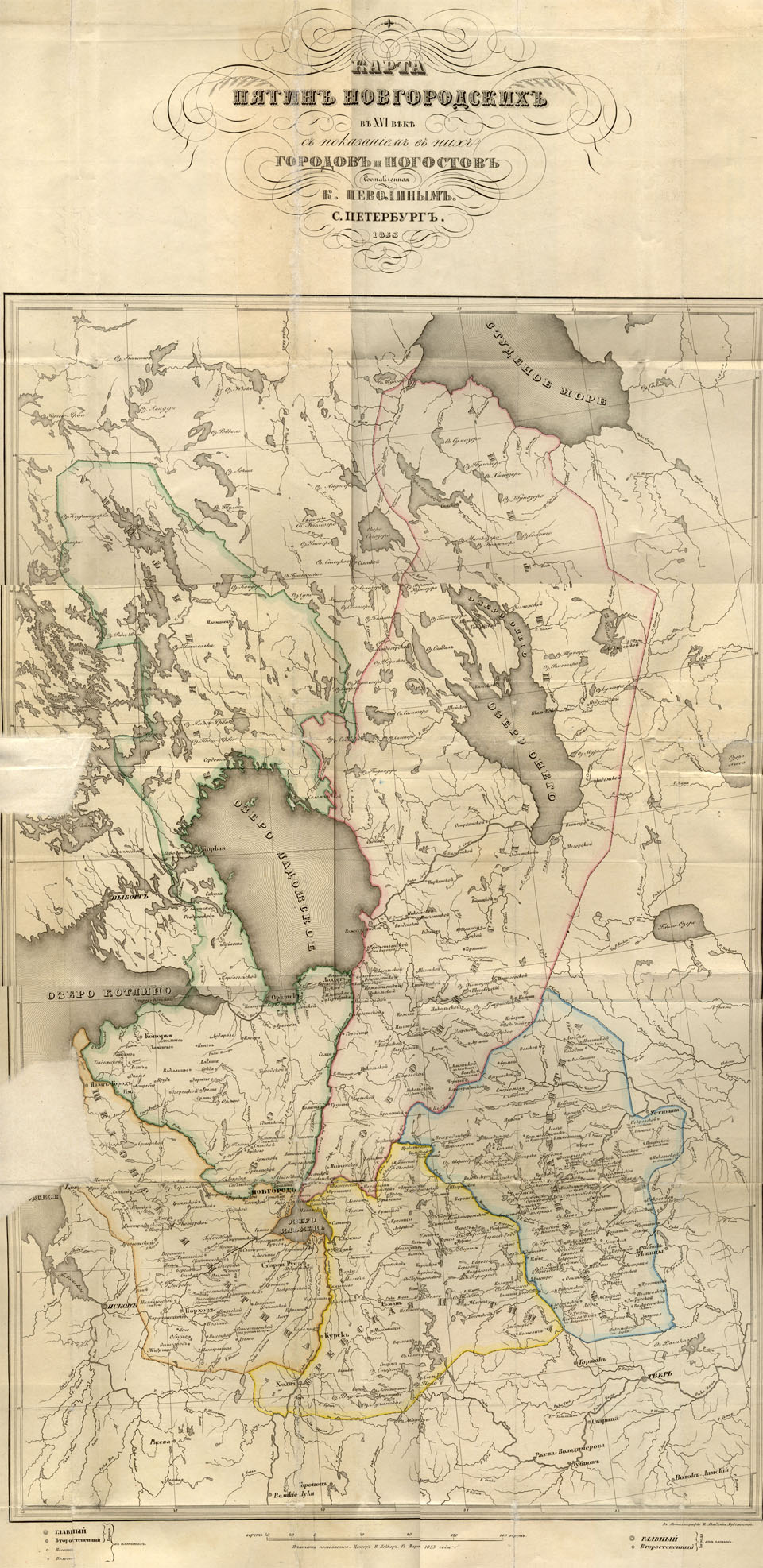
16세기 퍄티나

퍄티나(러시아어: пяти́на)는 15세기-18세기에 노브고로드 공화국에 있던 구역이다. 구베르니야의 등장으로 폐지되었다.
퍄티나는 다음의 5곳이 있었다.
- Vodskaya Pyatina
- Obonezhskaya Pyatina
- Shelonskaya Pyatina
- Derevskaya Pyatina
- Bezhetskaya Pyatina